# Grobiņa
Grobiņa es una villa situada al oeste de Letonia, a 14 kilómetros al este de Liepāja. 

## Historia
Fue fundada por la Orden Teutónica en el siglo XIII siendo todavía visibles algunas de las ruinas del Castillo de Grobina que construyeron. Consiguió los derechos de villa en 1695.
Durante la Era vikinga, Grobiņa (o Grobin) fue un importante centro político en el territorio de Letonia. Fue asimismo el centro del asentamiento vikingo en el mar Báltico, comparable en varios sentidos con Hedeby o Birka, pero probablemente anterior a ambos, considerado un puerto importante de paso para los exploradores escandinavos a principios del siglo IX. Los vikingos suecos llamaban
Seeburg a la actual Grobiņa.
Todavía perduran 3.000 túmulos funerarios que contienen los restos más importantes de la Era de Vendel en Europa Oriental.